# Foglianise
Foglianise é uma comuna italiana da região da Campania, província de Benevento, com cerca de 3.423 habitantes. Estende-se por uma área de 11 km², tendo uma densidade populacional de 311 hab/km². Faz fronteira com Benevento, Castelpoto, Cautano, Torrecuso, Vitulano.

## Demografia
| Variação demográfica do município entre 1861 e 2011                               |
|                                                                                   |
| Fonte: Istituto Nazionale di Statistica (ISTAT) - Elaboração gráfica da Wikipedia |